# 双色牛肝菌
双色牛肝菌（学名：拉丁語：），是牛肝菌科薄瓤牛肝菌属的一种真菌。菌冠为深苹果红色，深玫瑰红色，红褐色黄褐色；菌柄密黄色，柠檬黄色。菌肉黄色，伤处一开始不变色，然后渐渐变蓝，然后复原。单生或群生于松栎混交林下，也有生长在冷杉林下的。分布于四川、云南、西藏等地。可食用。新鲜时清香，生尝时味道微甜，口感不错。
种名 bicolor 意为“二色的”。